# Ковалев (Плешевський повіт)
Ковалев (пол. Kowalew, нім. Weizenfeld) — село в Польщі, у гміні Плешев Плешевського повіту Великопольського воєводства.
Населення — 1701 особа (2011).
У 1975-1998 роках село належало до Каліського воєводства.

## Демографія
Демографічна структура станом на 31 березня 2011 року:
|          | Загалом | Допрацездатний вік | Працездатний вік | Постпрацездатний вік |
| -------- | ------- | ------------------ | ---------------- | -------------------- |
| Чоловіки | 864     | 202                | 586              | 76                   |
| Жінки    | 837     | 162                | 503              | 172                  |
| Разом    | 1701    | 364                | 1089             | 248                  |